# Comuna Semenivka, Pustomîtî
Semenivka (în ucraineană Семенівка) este o comună în raionul Pustomîtî, regiunea Liov, Ucraina, formată din satele Berehî, Mîloșevîci, Semenivka (reședința) și Vineavî.

## Demografie
Componența lingvistică a comunei Semenivka
     Ucraineană (93,66%)
     Alte limbi (0,62%)
Conform recensământului din 2001, majoritatea populației comunei Semenivka era vorbitoare de ucraineană (93,66%), existând în minoritate și vorbitori de polonă (5,68%).